# Philates
Philates là một chi nhện trong họ Salticidae.